# Lauren Simmons
Pour les articles homonymes, voir Simmons.
 (août 2022).
Lauren Simmons, née le 11 août 1994, est une productrice, écrivaine et ancienne boursière américaine pour Rosenblatt Securities. 
Le 6 mars 2017, à 22 ans, elle devient la plus jeune et la seule femme commerçante à temps plein à la Bourse de New York. Elle est également devenue la deuxième femme afro-américaine dans les 228 ans d'histoire de la Bourse à occuper un tel poste. Simmons quitte Wall Street en décembre 2018.
Elle est nommée sur la liste Power 100 d'Ebony en 2018 et a également reçu le prix Women of Impact 2018 de Politico,,,.

## Biographie

### Enfance et débuts
Simmons grandit à Marietta, en Géorgie. Elle obtient son baccalauréat en génétique de la Kennesaw State University en 2016 avec l'intention de poursuivre une carrière dans le conseil génétique. Cependant, elle décide de déménager à New York et une fois là-bas, elle rencontre Richard Rosenblatt grâce au réseautage.

### Carrière
Simmons prend de l'importance en 2017 à l'âge de 22 ans, après avoir pris un emploi chez Rosenblatt Securities et est devenue la plus jeune et la seule femme commerçante à la Bourse de New York. Elle est également la deuxième femme afro-américaine de l'histoire à occuper ce poste. Pendant qu'elle était négociatrice d'actions à temps plein, elle gagnait 120 000 $ par année. Elle quitte le poste en décembre 2018 et cite l'exclusion de ses collègues après avoir reçu une couverture médiatique comme l'une des raisons de son départ.
Elle est co-productrice exécutive d'un prochain film biographique sur sa vie, mettant en vedette et coproduit avec Kiersey Clemons pour AGC Studios ,.
À partir de 2021, Simmons est l'hôte et la productrice de la prochaine série Web Going Public, qui aide les téléspectateurs à investir dans des entreprises qui se préparent à publier une introduction en bourse,. Elle plaide pour que le secteur financier prenne des mesures pour accroître la diversité et l'inclusion. Simmons écrit un livre sur les finances personnelles.